# Fennahsia hypogea
Fennahsia hypogea är en insektsart som först beskrevs av Hoch 1996.  Fennahsia hypogea ingår i släktet Fennahsia och familjen Meenoplidae. Inga underarter finns listade i Catalogue of Life.